# Wereldkampioenschappen shorttrack 2021
De wereldkampioenschappen shorttrack 2021 werden van 5 tot en met 7 maart 2021 georganiseerd in de Sportboulevard Dordrecht te Dordrecht, Nederland.
Er waren in totaal tien wereldtitels te verdienen. Voor zowel de mannen als de vrouwen ging het om de 500 meter, de 1000 meter, de 1500 meter, het allroundklassement en de aflossing. Suzanne Schulting prolongeerde haar titel door alle drie de individuele afstanden en de superfinale te winnen. Shaoang Liu won zijn eerste wereldtitel voor zijn broer Shaolin Sándor Liu. De Nederlandse shorttrackers wonnen verder de aflossing bij de mannen en de vrouwen.

## Vooraf
Het toernooi was gepland voor Rotterdam Ahoy in Rotterdam, maar vanwege de geldende coronabeperkingen werd het toernooi verplaatst naar Dordrecht. Verder waren als gevolg van de coronacrisis de schaatsers uit Oost-Azië (China, Japan, Zuid-Korea) en Australië niet aanwezig. De Britse ploeg inclusief oud-wereldkampioene Elise Christie kon vanwege reisbeperkingen niet meedoen. De Noord-Amerikaanse landen stuurden niet al hun toppers naar Dordrecht, zo ontbrak bijvoorbeeld de Canadese Kim Boutin. Vice-Europees kampioene Anna Seidel brak haar been voorafgaan aan het toernooi. Ook werd het toernooi zonder publiek gehouden.

## Medailles

### Mannen
| Onderdeel         | Goud                                                                   | Goud                                                                   | Zilver                                                                               | Zilver                                                                               | Brons                                                                 | Brons                                                                 |
| ----------------- | ---------------------------------------------------------------------- | ---------------------------------------------------------------------- | ------------------------------------------------------------------------------------ | ------------------------------------------------------------------------------------ | --------------------------------------------------------------------- | --------------------------------------------------------------------- |
| 500m              | Shaoang Liu                                                            | HUN                                                                    | Semjon Jelistratov                                                                   | RSU                                                                                  | Pietro Sighel                                                         | ITA                                                                   |
| 1000m             | Shaolin Sándor Liu                                                     | HUN                                                                    | Shaoang Liu                                                                          | HUN                                                                                  | Pietro Sighel                                                         | ITA                                                                   |
| 1500m             | Charles Hamelin                                                        | CAN                                                                    | Itzhak de Laat                                                                       | NED                                                                                  | Semjon Jelistratov                                                    | RSU                                                                   |
| 3000m superfinale | Sébastien Lepape                                                       | FRA                                                                    | Itzhak de Laat                                                                       | NED                                                                                  | Shaolin Sándor Liu                                                    | HUN                                                                   |
| Klassement        | Shaoang Liu                                                            | HUN                                                                    | Shaolin Sándor Liu                                                                   | HUN                                                                                  | Semjon Jelistratov                                                    | RSU                                                                   |
| Aflossing         | Nederland Daan Breeuwsma Sjinkie Knegt Itzhak de Laat Jens van 't Wout | Nederland Daan Breeuwsma Sjinkie Knegt Itzhak de Laat Jens van 't Wout | Hongarije Csaba Burján John-Henry Krueger Shaoang Liu Shaolin Sándor Liu Alex Varnyú | Hongarije Csaba Burján John-Henry Krueger Shaoang Liu Shaolin Sándor Liu Alex Varnyú | Italië Yuri Confortola Tommaso Dotti Pietro Sighel Luca Spechenhauser | Italië Yuri Confortola Tommaso Dotti Pietro Sighel Luca Spechenhauser |

### Vrouwen
| Onderdeel         | Goud                                                                                        | Goud                                                                                        | Zilver                                                                             | Zilver                                                                             | Brons                                                                                      | Brons                                                                                      |
| ----------------- | ------------------------------------------------------------------------------------------- | ------------------------------------------------------------------------------------------- | ---------------------------------------------------------------------------------- | ---------------------------------------------------------------------------------- | ------------------------------------------------------------------------------------------ | ------------------------------------------------------------------------------------------ |
| 500m              | Suzanne Schulting                                                                           | NED                                                                                         | Arianna Fontana                                                                    | ITA                                                                                | Selma Poutsma                                                                              | NED                                                                                        |
| 1000m             | Suzanne Schulting                                                                           | NED                                                                                         | Hanne Desmet                                                                       | BEL                                                                                | Courtney Sarault                                                                           | CAN                                                                                        |
| 1500m             | Suzanne Schulting                                                                           | NED                                                                                         | Courtney Sarault                                                                   | CAN                                                                                | Xandra Velzeboer                                                                           | NED                                                                                        |
| 3000m superfinale | Suzanne Schulting                                                                           | NED                                                                                         | Courtney Sarault                                                                   | CAN                                                                                | Selma Poutsma                                                                              | NED                                                                                        |
| Klassement        | Suzanne Schulting                                                                           | NED                                                                                         | Courtney Sarault                                                                   | CAN                                                                                | Arianna Fontana                                                                            | ITA                                                                                        |
| Aflossing         | Nederland Yara van Kerkhof Selma Poutsma Suzanne Schulting Xandra Velzeboer Rianne de Vries | Nederland Yara van Kerkhof Selma Poutsma Suzanne Schulting Xandra Velzeboer Rianne de Vries | Frankrijk Gwendoline Daudet Tifany Huot-Marchand Aurélie Lévêque Aurélie Monvoisin | Frankrijk Gwendoline Daudet Tifany Huot-Marchand Aurélie Lévêque Aurélie Monvoisin | Italië Arianna Fontana Cynthia Mascitto Arianna Sighel Arianna Valcepina Martina Valcepina | Italië Arianna Fontana Cynthia Mascitto Arianna Sighel Arianna Valcepina Martina Valcepina |

### Medailleklassement
| Plaats | Land                  | Goud | Zilver | Brons | Totaal |
| 1      | Nederland             | 6    | 1      | 2     | 9      |
| 2      | Hongarije             | 3    | 3      | 0     | 6      |
| 3      | Canada                | 1    | 2      | 1     | 4      |
| 4      | Italië                | 0    | 1      | 5     | 6      |
| 5      | Russian Skating Union | 0    | 1      | 2     | 3      |
| 6      | België                | 0    | 1      | 0     | 1      |
| 6      | Frankrijk             | 0    | 1      | 0     | 1      |
| Totaal | Totaal                | 10   | 10     | 10    | 30     |

## Eindklassementen

### Mannen
| Rang   | Naam               | Land                  | Punten |
| ------ | ------------------ | --------------------- | ------ |
| Goud   | Shaoang Liu        | Hongarije             | 60     |
| Zilver | Shaolin Sándor Liu | Hongarije             | 55     |
| Brons  | Semjon Jelistratov | Russian Skating Union | 44     |
| 4      | Sébastien Lepape   | Frankrijk             | 42     |
| 5      | Itzhak de Laat     | Nederland             | 42     |
| 6      | Charles Hamelin    | Canada                | 41     |
| 7      | Pietro Sighel      | Italië                | 27     |
| 8      | Dylan Hoogerwerf   | Nederland             | 16     |
| 9      | Stijn Desmet       | België                | 7      |
| 10     | Luca Spechenhauser | Italië                | 5      |

### Vrouwen
| Rang   | Naam                    | Land                  | Punten |
| ------ | ----------------------- | --------------------- | ------ |
| Goud   | Suzanne Schulting       | Nederland             | 136    |
| Zilver | Courtney Sarault        | Canada                | 58     |
| Brons  | Arianna Fontana         | Italië                | 39     |
| 4      | Selma Poutsma           | Nederland             | 37     |
| 5      | Hanne Desmet            | België                | 27     |
| 6      | Xandra Velzeboer        | Nederland             | 15     |
| 7      | Sofia Prosvirnova       | Russian Skating Union | 13     |
| 8      | Kristen Santos          | Verenigde Staten      | 11     |
| 9      | Jekaterina Jefremenkova | Russian Skating Union | 3      |
| 10     | Petra Jászapáti         | Hongarije             | 2      |

Wereldkampioenschap shorttrack (individueel)

Champaign 1976 · 
Grenoble 1977 · 
Solihull 1978 · 
Quebec 1979 · 
Milaan 1980 · 
Meudon 1981 · 
Moncton 1982 · 
Tokio 1983 · 
Peterborough 1984 · 
Amsterdam 1985 · 
Chamonix 1986 · 
Montreal 1987 · 
St. Louis 1988 · 
Solihull 1989 · 
Amsterdam 1990 · 
Sydney 1991 · 
Denver 1992 · 
Peking 1993 · 
Guildford 1994 · 
Gjövik 1995 · 
Den Haag 1996 · 
Nagano 1997 · 
Wenen 1998 · 
Sofia 1999 · 
Sheffield 2000 · 
Jeonju 2001 · 
Montreal 2002 · 
Polen 2003 · 
Göteborg 2004 · 
Peking 2005 · 
Minneapolis 2006 · 
Milaan 2007 · 
Gangneung 2008 · 
Wenen 2009 · 
Sofia 2010 · 
Sheffield 2011 · 
Shanghai 2012 · 
Debrecen 2013 · 
Montreal 2014 · 
Moskou 2015 · 
Seoel 2016 · 
Rotterdam 2017 · 
Montreal 2018 ·
Sofia 2019 ·
Seoel 2020 ·
Dordrecht 2021 ·
Montreal 2022 ·
Seoel 2023 ·
Rotterdam 2024 ·
Peking 2025
Wereldkampioenschap shorttrack (teams)

Seoul 1991 · 
Nobeyama 1992 · 
Boedapest 1993 · 
Cambridge 1994 · 
Zoetermeer 1995 · 
Lake Placid 1996 · 
Seoel 1997 · 
Bormio 1998 · 
St. Louis 1999 · 
Den Haag 2000 · 
Nobeyama 2001 · 
Milwaukee 2002 · 
Boedapest 2003 · 
Sint-Petersburg 2004 · 
Chuncheon 2005 · 
Montreal 2006 · 
Boedapest 2007 · 
Harbin 2008 · 
Heerenveen 2009 · 
Bormio 2010 · 
Warschau 2011
Wereldkampioenschappen shorttrack junioren

Seoel 1994 ·
Calgary 1995 ·
Courmayeur 1996 ·
Marquette 1997 ·
Saint Louis 1998 ·
Montreal 1999 ·
Székesfehérvár 2000 ·
Warschau 2001 ·
Chuncheon 2002 ·
Boedapest 2003 ·
Peking 2004 ·
Belgrado 2005 ·
Miercurea Ciuc 2006 ·
Mladá Boleslav 2007 ·
Bozen 2008 ·
Sherbrooke 2009 ·
Taipei 2010 ·
Courmayeur 2011 ·
Melbourne 2012 ·
Warschau 2013 ·
Erzurum 2014 ·
Osaka 2015 ·
Sofia 2016 ·
Innsbruck 2017 ·
Tomaszów Mazowiecki 2018 ·
Montreal 2019 ·
Bormio 2020 ·
Salt Lake City 2021 ·
Gdańsk 2022 ·
Dresden 2023 ·
Gdańsk 2024 ·
Calgary 2025